# 아키텍처럴 인스티튜트 인 프라하
아키텍처럴 인스티튜트 인 프라하(영어: Architectural Institute in Prague) 혹은 줄여서 ARCHIP은 체코 프라하에 위치한 사립 건축 학교이다. 체코의 건축가 마르틴 루비크와 레기나 루코토바에 의해 2010년 설립되었다.

## 교육
약 50명의 교수진이 국제학생들을 위한 영어로 진행되는 건축 학사 및 석사 과정을 제공한다. 약 120명의 학생이 재학 중이며 영국과 스칸디나비아 등지의 건축 학교와 에라스뮈스 프로그램을 운영한다.

### 스튜디오
디자인 스튜디오에서 학생들은 건축 및 도시 디자인 접근 방식을 탐구하며 이를 위한 다국적 교수진을 보유하고 있다. A+U 디자인 스튜디오는 복잡한 현대 건축 디자인과 도시 설계 교육을 제공한다.
- GA + D (글로벌 아키텍처 앤 디자인) 스튜디오는 Future Cities 디자인 스튜디오, 세미나 및 워크샵(과학, 공학 및 기술)의 세 가지 과정으로 구성된 미래 지향적 스튜디오이다.
- Schindler / Fessler 스튜디오는 개념 중심의 건축 프로젝트를 진행한다. 균형 잡힌 건축 설계의 이론과 실무 교육을 추구하며. 모델과 자유로운 드로잉 작업이 강조된다. 프로젝트의 개발 단계에서 추상화와 변증법적 추론에 중점을 두며 건축적 실천을 통한 발견의 과정을 장려한다. 제시된 개념은 격주로 진행되는 일련의 과제와 토론 수업을 거치며 다듬어진다. 이는 특정한 상황과 장소에 적용할 수 있는 다차원적 추론을 위한 것이다.
- Wertig / Kopecky 스튜디오는 변화하는 디자인 과정을 통해 개념적이고 비판적인 사고를 유도한다.

### 서머 스쿨 (Summer School)
- 2021년, Redesign Waiting Room
- 2019년, Cubical City: Discover Prague through Czech Cubism
- 2018년, Outer Limits: Exploring the Limits of Architecture

### 에라스뮈스+ 협력 기관
- 노팅엄 대학교
- 베르겐 스쿨 오브 아키텍처
- 아이슬란드 예술 아카데미
- 안할트 응용학문대학
- 알토 대학교
- 에든버러 대학교
- 오르후스 건축학교
- 바르나 자유대학교
- 빌켄트 대학교

## 캠퍼스
2020년 코로나19 범유행으로 인해 국제교육교류원(CIEE) 건물로 캠퍼스를 이전하였다.